# Phalanx (jeu vidéo)
 (août 2015).
Phalanx ou Phalanx: The Enforce Fighter A-144 est un jeu d'action de type shoot them up en 2D à thème futuriste. Le jeu a été développé par Zoom Inc. et édité par Kemco. Il est sorti d'abord sur Sharp X68000 au Japon en 1991, puis sur Super Nintendo en 1992 au Japon et en Amérique du Nord. Le jeu est ressorti sur Game Boy Advance en 2001.

## Synopsis
En 2279, alors que les humains ont colonisé la planète Delia IV de la Galaxie Andromède, une flotte extraterrestres prend le contrôle de la colonie et de ses vaisseaux de combats. C'est au pilote Wink Baufield (Rick), à bord du A-144 Phalanx, qu'il revient de découvrir ce qui se passe.

## Système de jeu
Le jeu est composé de 8 missions à défilement horizontal. Il a été noté pour sa difficulté et sa réalisation graphique réussie.
Le choix de l'illustration de couverture de la boîte de jeu nord-américaine a été critiquée.